# Oscar Hierschel de Minerbi
Oscar Hierschel de Minerbi (Parigi, 26 febbraio 1908 – Sudafrica, 1951) è stato un tennista e diplomatico italiano.

## Biografia
Figlio del conte Lionello Hierschel de Minerbi, calciatore, tennista e politico e della moglie di questi Antonietta Ines Cattaui, Oscar discendeva da un'importante famiglia triestina di origine ebraica, nobilitata nel 1775. Il nonno paterno, anch'egli chiamato Oscar (1835-1908), era un diplomatico. Una sorella di questi, Ernesta (1854–1926) fu una scrittrice e socialite, moglie del banchiere parigino Louis Stern (1840–1900), da cui prende il nome il Palazzetto Stern a Venezia e madre dello schermidore Jean Stern. La nonna paterna, Emilie Obermayer, era la figlia di Carl Obermayer (1811–1889), banchiere e console per gli Stati Uniti ad Augsburg e di Emma Goldstein (nipote del noto imprenditore viennese Isaak Löw Hofmann, Edler von Hoffmansthal (1759-1849)).
Si dedicò al tennis, seguendo le orme del padre, raggiungendo le semifinali degli Internazionali d'Italia e vincendo un campionato italiano assoluto nel 1931. Nel 1932 viene eliminato agli internazionali di Francia al secondo turno della sezione 7.
Oscar ebbe diversi incarichi in ambito diplomatico a partire dagli anni 30', partecipando inoltre alla guerra di Spagna. A causa delle sue origini ebraiche fu soggetto ad accertamenti da parte delle autorità fasciste, ma venne riammesso in servizio nel 1940. Nel 1945 fu sottoposto ad un procedimento di epurazione e sospeso dal servizio. Morì in Sudafrica, dove si era trasferito, nel 1951.
La figlia Diana sposò nel 1967 Stefano Colonna, figlio della socialite ed ereditiera Adelina Drysdale Munro e di Mario Colonna, duca di Rignano (1886-1938; figlio di Prospero Colonna e Maria Massimo).